# Uusikaupunki
Uusikaupunki (szw. Nystad) – miasto i gmina w Finlandii, w regionie Varsinais-Suomi.
30 sierpnia 1721 podpisano tu pokój kończący III wojnę północną.

## Urodzeni w Uusikaupunki
- Bernhard Henrik Crusell (1775-1838) – fiński klarnecista i kompozytor[4]

## Miasta partnerskie
Na podstawie:
- Antsla
- Haderslev
- Nowogród Wielki
- Sandefjord
- Szentendre
- Varberg